# Steve M. Thompson

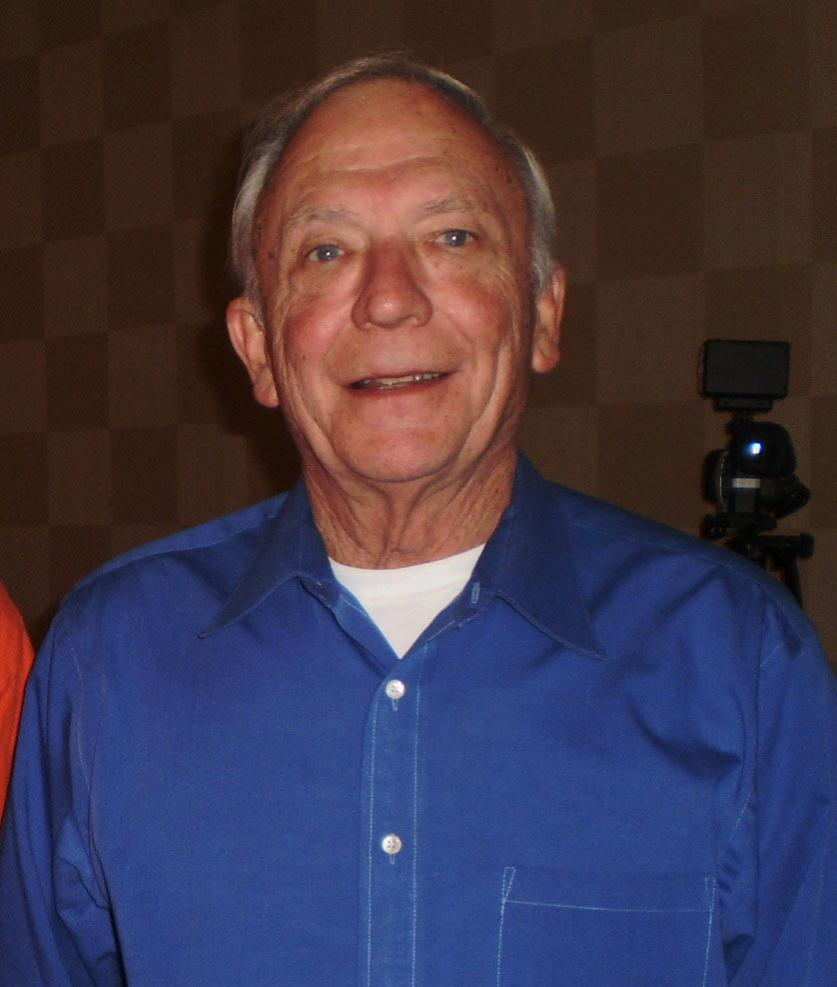
Steve Thompson 2010

Steve M. Thompson (* 27. Oktober 1944 in Cottage Grove, Oregon) ist ein US-amerikanischer Politiker. Er gehört der Republikanischen Partei an.
Thompson wuchs in Oregon auf, wo er das Oregon Institute of Technology sowie die Southern Oregon University besuchte. 1965 trat er in die Armee ein und wurde nach Alaska versetzt. 1967 schied Thompson aus der US Army im Rang eines Sergeant aus. Die nächsten Jahrzehnte betrieb er ein Autoteile-Geschäft in Fairbanks.
1999 verkaufte Thompson sein Unternehmen und widmete sich der Politik. Im Jahr 2001 wurde er zum Bürgermeister von Fairbanks gewählt. Ihm gelang 2004 die Wiederwahl, ein drittes Mal durfte er wegen der Beschränkung der Amtszeiten nicht mehr kandidieren. Stattdessen errang Thompson 2007 einen Sitz im Stadtrat, von dem er jedoch aufgrund des Todes seiner Frau bald zurücktrat.
Zurück in die Politik kam Steve Thompson 2010. Er kandidierte für den Sitz des 10. Wahldistrikts im Repräsentantenhaus von Alaska und gewann mit 62,88 % der Stimmen. Nach einer Neuordnung der Wahlkreise nun im 3. Distrikt wurde Thompson im November 2012 wiedergewählt – bei dieser Wahl hatte er keinen Gegenkandidaten.